# Cantón de Sierck-les-Bains
El cantón de Sierck-les-Bains era una división administrativa francesa, que estaba situada en el departamento de Mosela y la región de Lorena.

## Composición
El cantón estaba formado por veintitrés comunas:
- Apach
- Contz-les-Bains
- Flastroff
- Grindorff-Bizing
- Halstroff
- Haute-Kontz
- Hunting
- Kerling-lès-Sierck
- Kirsch-lès-Sierck
- Kirschnaumen
- Laumesfeld
- Launstroff
- Malling
- Manderen
- Merschweiller
- Montenach
- Rémeling
- Rettel
- Ritzing
- Rustroff
- Sierck-les-Bains
- Waldweistroff
- Waldwisse

## Supresión del cantón de Sierck-les-Bains
En aplicación del Decreto n.º 2014-183 de 18 de febrero de 2014,el cantón de Sierck-les-Bains fue suprimido el 22 de marzo de 2015 y sus 23 comunas pasaron a formar parte del nuevo cantón de Bouzonville.